# Franciszek Twarowski
Franciszek Twarowski (ur. 1752 – zm. 1824 w Bydgoszczy) – major wojsk polskich, szambelan króla Stanisława Augusta Poniatowskiego, organizator administracji terytorialnej Księstwa Warszawskiego, podprefekt toruński, radca prefektury departamentu bydgoskiego Księstwa Warszawskiego, pruski radca kameralny.

## Życiorys
Urodził się około 1752 r. Przez 16 lat służył w korpusie artylerii wojska polskiego. Był drugim, po Tadeuszu Kościuszce, adiutantem hetmana litewskiego Józefa Sosnowskiego. Po wyjeździe Kościuszki do Ameryki został pierwszym majorem w wojsku polskim. Pełnił służbę przy królu Stanisławie Auguście Poniatowskim. Z polecenia króla wyjechał do Kwidzyna i osiadł tam na dłużej. 
Przez małżeństwo z Grąbczewską wszedł w posiadanie majątków ziemskich Brzozdawka (1783) i Telkwit (1786) w powiecie sztumskim. W 1794 r. został wezwany przez naczelnika powstania Tadeusza Kościuszkę do służby wojskowej. Po uzyskaniu paszportu Regencji w Kwidzynie udał się do Warszawy. Ostatecznie jednak nie podjął służby w wojsku powstańczym, gdyż w efekcie starań marszałka Sejmu Stanisława Małachowskiego i hrabiny Zamojskiej został mianowany szambelanem króla Stanisława Augusta Poniatowskiego. 
O swym zachowaniu w czasie powstania informował władze pruskie, co pomogło mu w dalszej karierze jako urzędnika pruskiego. Był przedstawicielem szlachty malborskiej do pruskich organów prawa stanowego. Przez 9 lat był komisarzem w dyrekcji Towarzystwa Kredytowego w Kwidzynie. Na przełomie XVIII i XIX w. nabywał dobra w ziemi chełmińskiej: Raciniewo (1794), Płutowo (1800), Gołoty (1803), Stablewice (1803). Jako przedstawiciel szlachty powiatu chełmińskiego został delegowany do złożenia homagium panującemu królowi pruskiemu. 
W 1805 r. sprzedał dobra w ziemi chełmińskiej i przeniósł się w okolice Płocka w Prusach Południowych. W 1807 r. Komisja Rządząca Księstwa Warszawskiego mianowała go urzędnikiem Izby Administracyjnej w Płocku. Pełnił także funkcję komisarza i pełnomocnika władz Księstwa Warszawskiego w rozmowach w Elblągu w sprawie konwencji granicznej z Prusami. 
W sierpniu 1807 r. został pełnomocnikiem Komisji Rządzącej Księstwa Warszawskiego do organizacji Deputacji Administracyjnej w Toruniu. Jego praca w tym charakterze została przerwana, gdyż ostatecznie ziemia chełmińska z Toruniem i ziemią michałowską zostały włączone do Departamentu Bydgoskiego. W tym czasie został mianowany podprefektem powiatu toruńskiego. Funkcję tę pełnił przez 4,5 roku, a po wkroczeniu wojsk rosyjskich do Torunia przeniósł się do Bydgoszczy. Tu został zastępcą radcy prefektury Departamentu Bydgoskiego. Zajmował się sprawami wojskowymi oraz zastępował prefekta Departamentu Bydgoskiego przez krótki czas, po opuszczeniu Bydgoszczy przez Antoniego Gliszczyńskiego, a przed objęciem funkcji jego zastępcy przez Jana Radolińskiego oraz od 10 stycznia 1815 r. 
Po przejściu Bydgoszczy pod pruskie rządy, został uznany przez nowe władze za urzędnika polskiego, który „najbardziej ceni godność i honor”. Jego opinie były wykorzystywane przy organizacji pruskiej regencji w Bydgoszczy. Został mianowany pruskim radcą kamery królewskiej. Był tercjarzem, czyli członkiem stowarzyszenia osób świeckich Zakonu Bernardynów w Bydgoszczy.
W 1814 r. posiadał dobra radzikowskie nad Drwęcą w departamencie płockim oraz dobra tupadzkie w powiecie inowrocławskim, które zamienił na Rojewo w tym samym powiecie.
Zmarł 20 marca 1824 r. w wieku 72 lat. Został pochowany za zgodą Regencji, w Bydgoszczy, na cmentarzu przy kaplicy świętej Anny kościoła bernardyńskiego w Bydgoszczy.